# موزه هنر روبین
موزه هنر روبین، که همچنین با نام موزه روبین شناخته می‌شود، موزه‌ای است که به گردآوری، نمایش، و حفظ آثار هنری و فرهنگی هیمالیا، شبه قاره هند، آسیای مرکزی و سایر مناطق در اوراسیا اختصاص داده شده است و مجموعه ای دائمی متمرکز به‌ویژه در مورد هنر تبت است. این موزه در خیابان هفدهم غربی شماره ۱۵۰ بین خیابان ششم و خیابان هفتم در محله چلسی منهتن در شهر نیویورک واقع شده است.

## تاریخچه
این موزه از مجموعه‌ای خصوصی از هنر هیمالیا تشکیل شده است که دونالد و شلی روبین از سال ۱۹۷۱ جمع‌آوری می‌کردند و می‌خواستند به نمایش بگذارند. در سال ۱۹۹۸، خانواده رابینز با هزینه ۲۲ میلیون دلار ساختمانی را که توسط بارنیز نیویورک برای یک فروشگاه بزرگ مد طراحی کرده ولی اعلام ورشکستگی کرده بود، در اختیار گرفت. این ساختمان توسط معماران حفاظتی بیر بلایندر بل به عنوان موزه بازسازی شد. راه پله مارپیچ شش طبقه اصلی دست نخورده باقی ماند تا به مرکز ۲۵٬۰۰۰ فوت مربع (۲٬۳۰۰ متر مربع) فضای نمایشگاه تبدیل شود.

## نمایشگاه‌ها

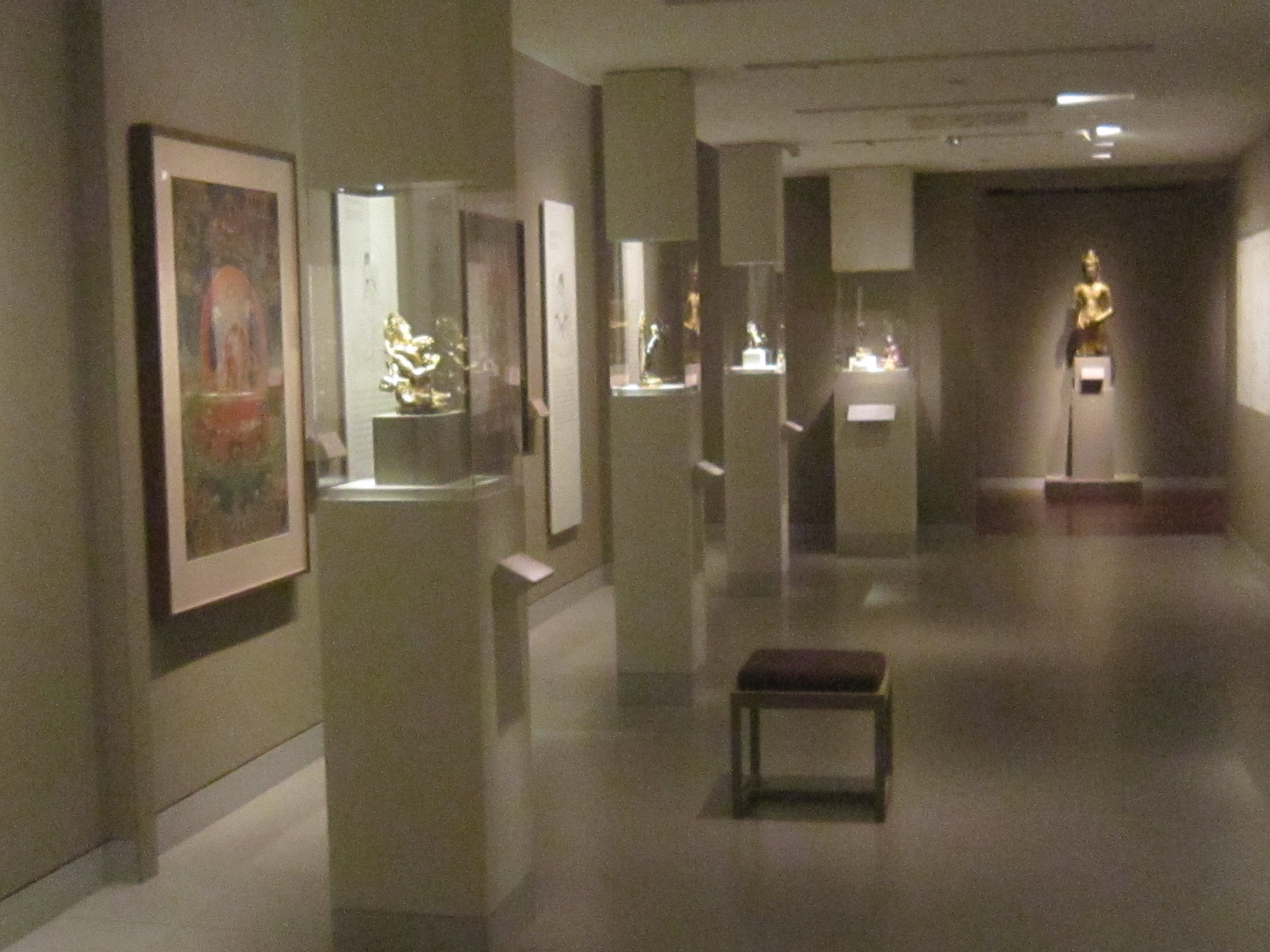
گالری طبقه دوم با اشیایی از مجموعه دائمی

از جمله نمایشگاه‌های افتتاحیه این موزه می‌توان به «روش‌های تعالی»، «پرتره‌های انتقال» و «الهه شیطانی در هنر هیمالیا» اشاره کرد. در سال ۲۰۰۶، یک نمایشگاه سه قسمتی به نام «جنون مقدس»، سیدها با «پرتره‌هایی از سیدها تانتریک»، «مهاسیدها در گیانتسه» و «مهاسیدها در آلچی» مورد توجه قرار داد.

## نگارخانه

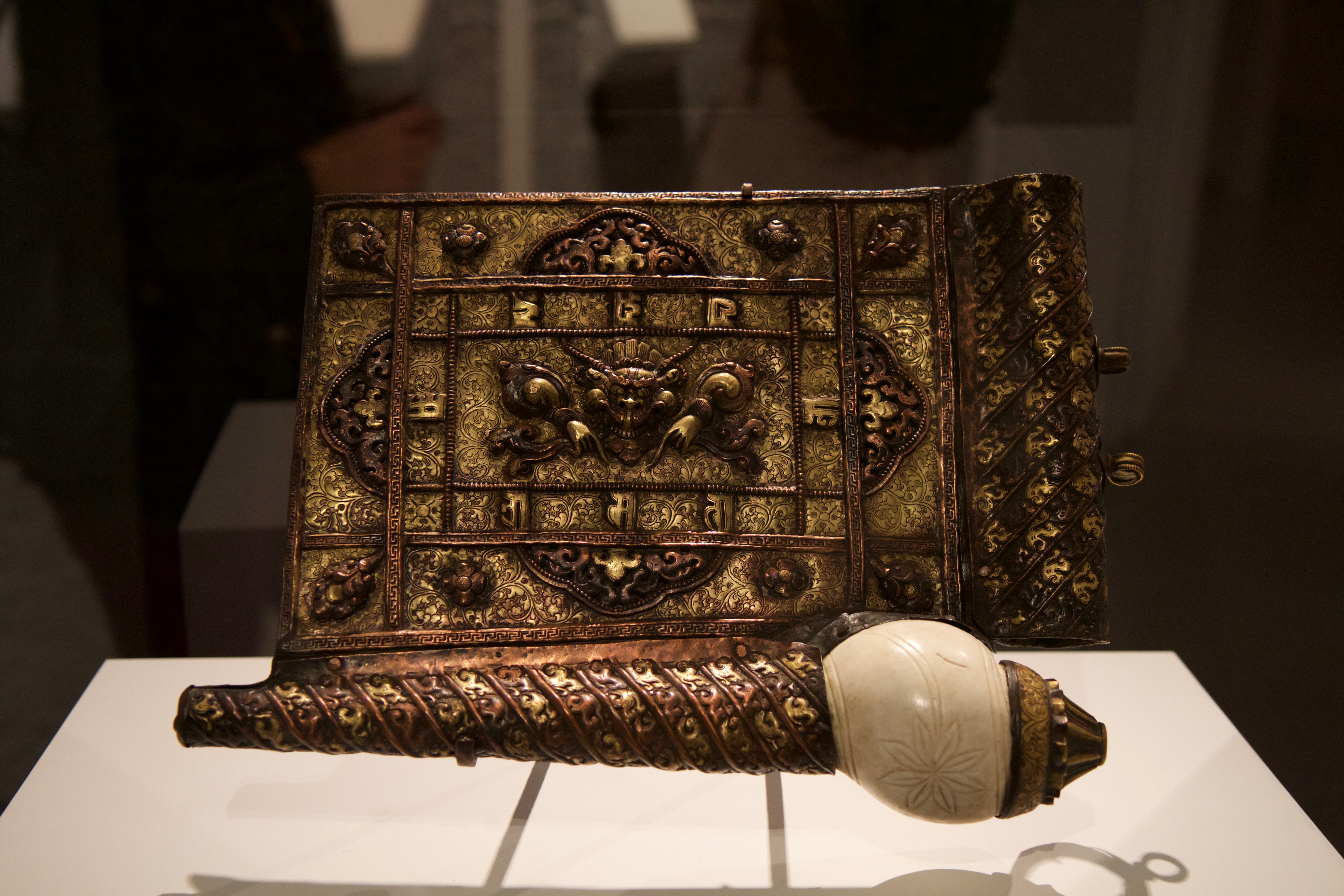
صنایع دستی در موزه هنر روبین
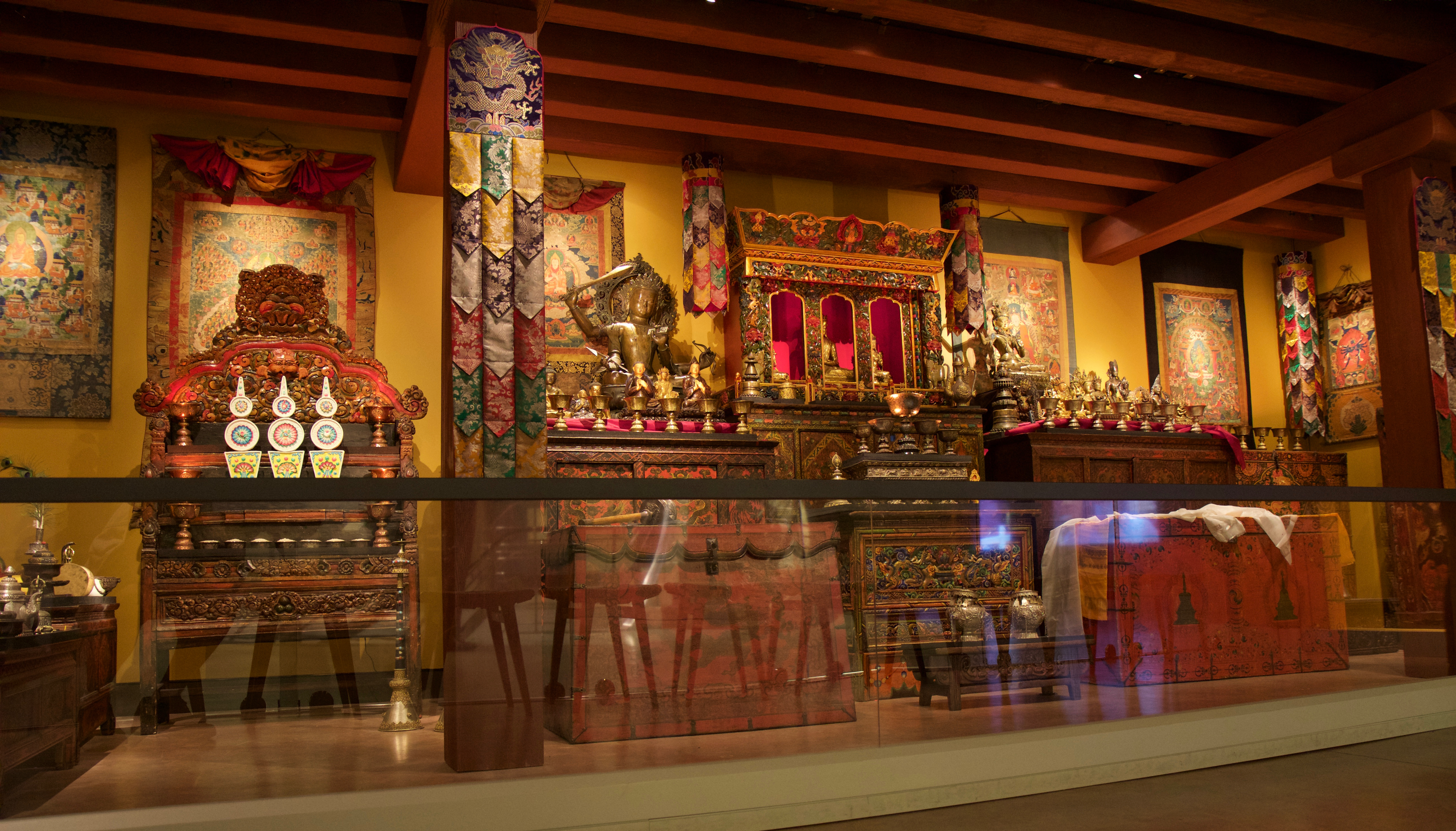
زیارتگاه
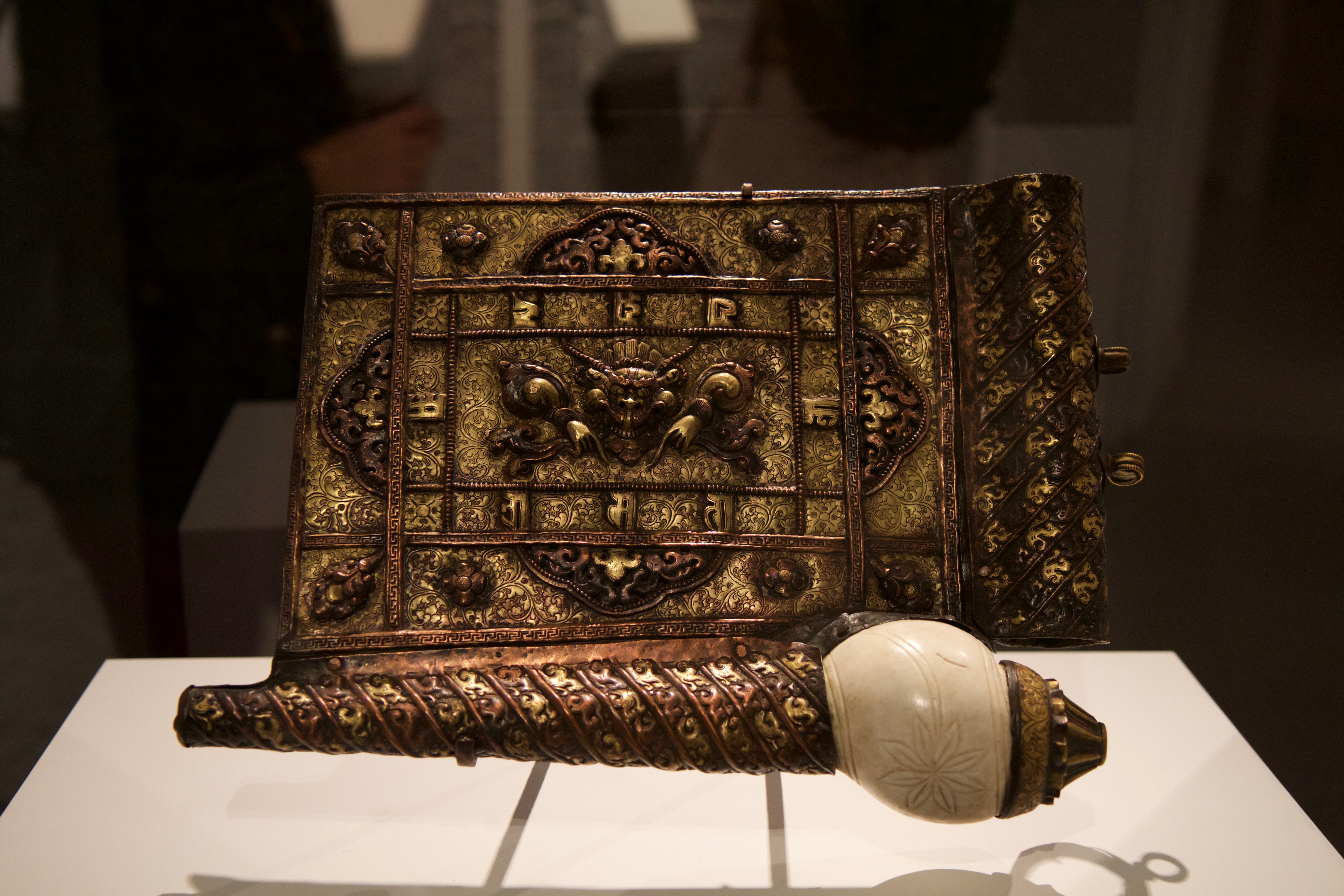
صنایع دستی
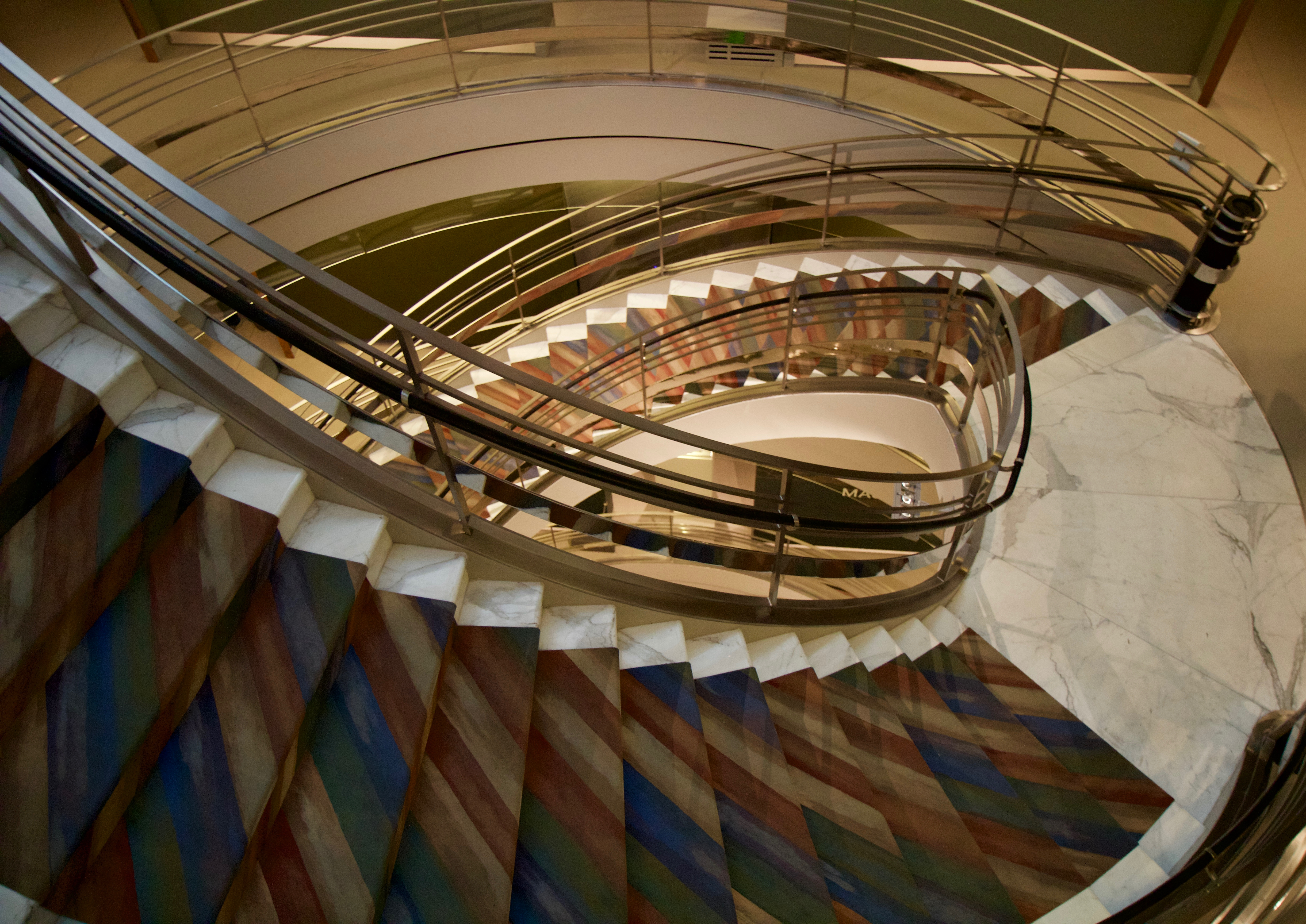
پله‌های بیضوی در موزه